# Leonard Carpenter (schrijver)
Leonard Paul Carpenter (Chicago 6 februari 1948) is een Amerikaans fantasyschrijver.
Carpenter vooral bekend door de elf romans die hij schreef over Conan de Barbaar, naar het personage van Robert E. Howard. Verder schreef hij enkele korte verhalen.

### Conan de Barbaar serie
- 1986 - Conan the Renegade
- 1986 - Conan the Raider
- 1988 - Conan the Warlord
- 1989 - Conan the Hero
- 1989 - Conan the Great
- 1991 - Conan the Outcast
- 1992 - Conan the Savage
- 1993 - Conan of the Red Brotherhood
- 1994 - Conan, Scourge of the Bloody Coast
- 1995 - Conan the Gladiator
- 1996 - Conan, Lord of the Black River

### Korte verhalen
- 1984 - Dead Week
- 1985 - The Ebbing
- 1988 - Recrudescence

- International Standard Name Identifier: 0000 0000 2968 2413
- Library of Congress Control Number: n89667358
- Nationale Bibliotheek van Tsjechië: xx0000696
- SNAC: w6wh2n14
- Système universitaire de documentation: 057035741
- Virtual International Authority File: 68080791
- WorldCat: E39PBJmdtc7gYWdk73yVVvGbVC